# Steve Breheny
Stephen « Steve » Breheny, né le 21 juin 1954, à Melbourne, en Australie, est un ancien joueur australien de basket-ball.